# Tonight (album Savage’a)
Tonight – debiutancki album włoskiego wykonawcy Savage’a wydany w 1984 roku przez Discomagic Records. Płyta zawiera 7 nagrań, w tym wydane na singlach „Don’t Cry Tonight” i „Only You”.
Rok później, w roku 1985 niemiecka wytwórnia ZYX Music wydała swój long play tego albumu, tym razem z nieco inną listą utworów.

## Lista utworów

### Pierwsze wydanie na płycie winylowej[1]
| Strona A | Strona A       | Strona A |
| Nr       | Tytuł utworu   | Długość  |
| -------- | -------------- | -------- |
| 1.       | „Radio”        | 5:00     |
| 2.       | „A Love Again” | 4:30     |
| 3.       | „Fugitive”     | 4:30     |
|          |                | 14:00    |

| Strona B | Strona B            | Strona B |
| Nr       | Tytuł utworu        | Długość  |
| -------- | ------------------- | -------- |
| 1.       | „Tonight”           | 3:40     |
| 2.       | „Only You”          | 4:00     |
| 3.       | „Turn Around”       | 3:50     |
| 4.       | „Don’t Cry Tonight” | 4:04     |
|          |                     | 15:34    |

### Drugie wydanie na płycie winylowej[2]
| Strona A | Strona A       | Strona A |
| Nr       | Tytuł utworu   | Długość  |
| -------- | -------------- | -------- |
| 1.       | „Radio”        | 5:58     |
| 2.       | „A Love Again” | 4:30     |
| 3.       | „Fugitive”     | 6:47     |
|          |                | 17:15    |

| Strona B | Strona B               | Strona B |
| Nr       | Tytuł utworu           | Długość  |
| -------- | ---------------------- | -------- |
| 1.       | „Tonight”              | 3:40     |
| 2.       | „A Love Again (Remix)” | 6:34     |
| 3.       | „Don’t Cry Tonight”    | 4:04     |
| 4.       | „Computerized love”    | 3:39     |
|          |                        | 17:57    |

## Autorzy[3]
- Muzyka: Robyx
- Autor tekstów: Robyx
- Śpiew: Savage
- Producent: Robyx
- Aranżacja: Robyx